# João Silva (triatleet)
Joao Silva (Alcobaça, 15 mei 1989) een Portugees triatleet. In 2006 behaalde hij een derde plaats tijdens het wereldkampioenschap triatlon voor junioren in Lausanne met een tijd van 59.25.

## Belangrijke prestaties

### triatlon
- 2006:  WK junioren in Lausanne - 59.25
- 2009: 30e  EK olympische afstand in Holten - 1:49.01
- 2010: 5e WK olympische afstand - 2649 p
- 2010: 4e EK olympische afstand in Athlone - 1:45.33
- 2011: 8e WK sprintafstand in Lausanne - 52.52
- 2011: 13e WK olympische afstand - 1854 p
- 2012: 9e OS - 1:47.51
- 2012: 18e WK sprintafstand in Stockholm - 55.52
- 2012: 9e WK olympische afstand - 2682 p
- 2013: 6e WK olympische afstand - 2795 p
- 2014: 61e WK sprint afstand in Hamburg - 56.26
- 2014: 13e WK olympische afstand - 1839 p
- 2015: 27e WK olympische afstand - 1307 p
- 2015:  Europese Spelen in Bakoe - 1:48.42
- 2016: 19e WK olympische afstand - 1024 p

### wielrennen
- deelnemer Ronde van de Algarve 2003